# 허버트 팔머

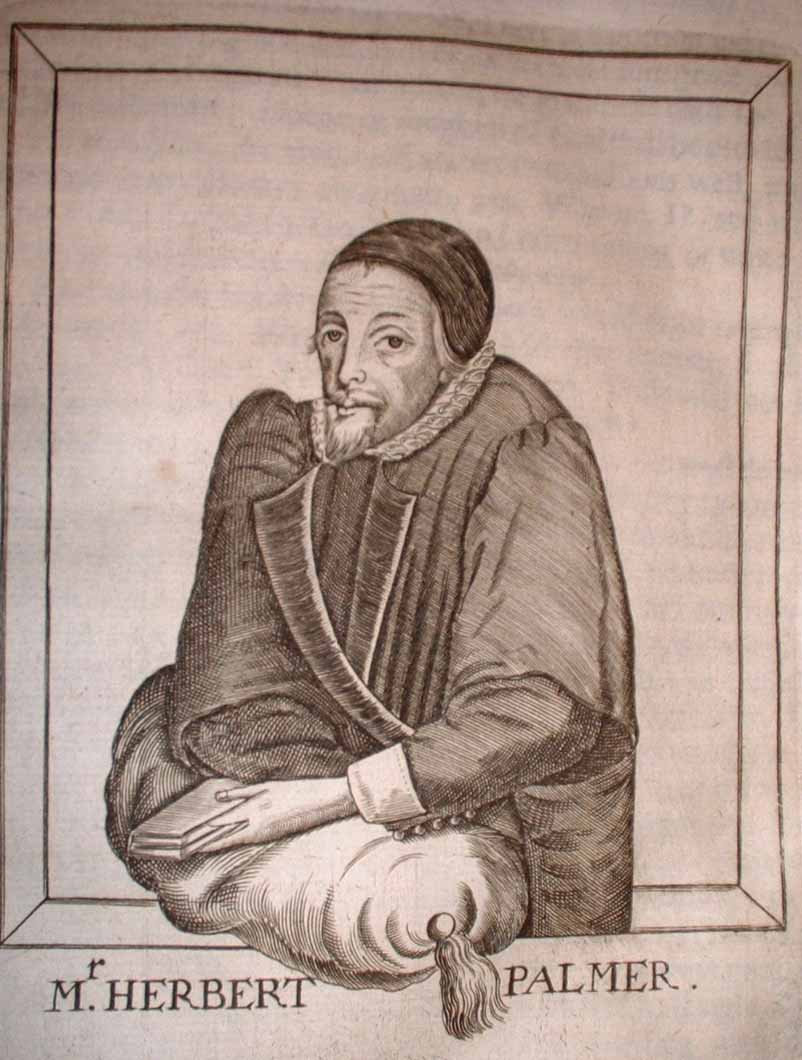
허버트 팔머

허버트 팔머 (Herbert Palmer, 1601–1647)는 영국의 청교도 목사이며 웨스트민스터 총회 멤버이며 그리고 캠브리지 퀸즈 대학교의 총장이었다. 그는 웨스트민스터 소요리문답 작성에 큰 영향을 준 인물이었다.